# 안소피 라픽스
안소피 라픽스(Anne-Sophie Lapix, 1972년 4월 29일 ~ )는 프랑스의 언론인, 사회자이다. 2013년 9월부터 토크쇼 세 아 부(C à vous)에서 진행을 맡고 있다.